# Shamoli Ray
Shamoli Ray (bengalisch শ্যামলী রায়; geboren am 5. April 1994 in Narail, Khulna) ist eine ehemalige bangladeschische Bogenschützin.

## Sport
Ray nahm an den Olympischen Spielen 2016 in Rio de Janeiro teil. Sie war die einzige Bogenschützin in dem olympischen Team. Im Einzel schied sie in der K.-o.-Runde gegen die Mexikanerin Gabriela Bayardo aus.
Sie fungierte auch als Fahnenträgerin bei der Abschlusszeremonie. Außerdem nahm sie an den Südasienspielen 2019 in Pokhara (Teamwettbewerb Silber) und den Islamic Solidarity Games 2021 in Konya (Teamwettbewerb Gold) teil.